# Jasper, Texas
Jasper là một thành phố thuộc quận Jasper, tiểu bang Texas, Hoa Kỳ. Năm 2010, dân số của xã này là 7590 người.

## Dân số
- Dân số năm 2000: 8247 người.
- Dân số năm 2010: 7590 người.